# وانغ يوي
وانغ يوي (بالصينية: 小悦悦事件) هي طفلة صينية تبلغ من العمر عامان, دهست مرتين متتاليتين في الشارع بحافلتين في مساء الثالث عشر من أكتوبر عام 2011 في طريق ضيق بمنطقة فوشان بمقاطعة غوانغدونغ.

## القصة
بدأت الحادثة في مساء 13 أكتوبر 2011م بينما كانت الطفلة يوي تتمشى في السوق بلا حسيب ورقيب ليقوم سائق صيني بصدمها ودهسها بلا رحمة. وما أن لبث بدهسها مر حوالي العشرات من المواطنين وكأن شيئا لم يحدث وتركت تنزف حتى الموت ليتبعها سائق آخر ليدهسها هو الآخر ومر عشرات آخرون مارين بجانبها مرور الكرام. وبعد لحظات رأتها عاملة النفايات وانتشلتها بجانب الطريق رفقة بها لتأتي والدتها تبكي حرقة على ابنتها ولكن بعد فوات الآوان. رأى العديد من المعلقين أن هذا يدل على تزايد اللامبالاة في المجتمع الصيني المعاصر.